# Starsza pani znika (film)
Starsza pani znika (inny tytuł Dama zniknęła; tytuł oryg. The Lady Vanishes) – brytyjski thriller szpiegowski w reżyserii Alfreda Hitchcocka z 1938 roku, zrealizowany na podstawie powieści Ethel Liny White pod tym samym tytułem. Przedostatni film Hitchcocka zrealizowany w Wielkiej Brytanii przed jego przeprowadzką do Hollywood. Powszechnie uznaje się go za najlepszy film mistrza suspensu nakręcony w jego angielskim etapie kariery.

## Fabuła
Akcja filmu rozgrywa się głównie w pociągu jadącym przez fikcyjny kraj bałkański. Fabuła skupia się na tytułowej starszej pani, która znika podczas podróży. Podróżująca z nią młoda współpasażerka postanawia ją odnaleźć.